# Кхитен
Кхитен (араб. خيطان‎) — город в провинции (мухафаза) Эль-Фарвания, один из 16 районов провинции, часть Эль-Кувейтской агломерации. 5-й по населению район Кувейта (2-й в провинции) и один из крупнейших пригородов Эль-Кувейта. Площадь — 7,03 км². Население — 164 353 человек (2015 год).
Расположен на крайнем севере провинции, в нескольких километрах от столицы страны, в 7 км от побережья Персидского залива. 
В период 2010—2015 года рост населения составил +5,39%/год. 
На юге к городу примыкает Международный аэропорт.
В городе находится футбольный стадион «Кхитен» — домашняя арена одноимённого спортивного клуба.